# 阿卜杜勒·哈米德·德贝巴
阿卜杜勒·哈米德·德贝巴（阿拉伯语：عبدالحميد محمد الدبيبة，1959年2月13日—）利比亚政治人物和商人。現任利比亞民族統一政府總理、國防部部長及外交部部長。

## 生平
阿卜杜勒·哈米德·德贝巴生於米苏拉塔。他自稱於1992年获得了多伦多大学的土木工程硕士学位；然而该大学否认阿卜杜勒·哈米德·德贝巴的说法。 
穆阿迈尔·卡扎菲曾任命阿卜杜勒·哈米德·德贝巴出任利比亚投资与发展公司负责人，该公司是一家建筑公司，负责该国的公共工程项目。 2011年卡扎菲倒台后，阿卜杜勒·哈米德·德贝巴因腐败被利比亚新过渡政府制裁。 
阿卜杜勒·哈米德·德贝巴也是的黎波里伊蒂哈德俱乐的经理。 
2018年10月至2021年3月，阿卜杜勒·哈米德·德贝巴担任民族團結政府内政部长。2021年3月当选民族團結政府總理。
2021年10月和12月，利比亚国民代表大会和利比亚国家高级选举委员会先后宣布将议会选举和总统选举推迟至2022年1月举行。但利比亚议会和总统选举在2022年年1月份仍未能举行。2022年1月18日，利比亚国民代表大会主席表示民族团结政府任期應該結束，利比亞需要重新组建新政府。2月8日，阿卜杜勒·哈米德·德贝巴表示，民族团结政府将继续执政至国家举行新的选举。
2022年2月10日，利比亚国民代表大会选举法西·巴沙加为新总理。然而阿卜杜勒·哈米德·德贝巴拒绝承認称法西·巴沙加為新總理，阿卜杜勒·哈米德·德贝巴重申他只会在全国大选過后才會交出权力。  哈利法·贝加斯姆·哈夫塔尔以及利比亞國民軍則表示支持法西·巴沙加。當天阿卜杜勒·哈米德·德贝巴所乘坐的汽車遭到他人枪击，但德贝巴安然无恙。 联合国方面继续承认德贝巴为利比亞的总理。 

## 外部連結
- 阿卜杜勒·哈米德·德贝巴的X（前Twitter）